# Gesztes
Gesztes (szlovákul: Hostišovce) község Szlovákiában, a Besztercebányai kerületben, a Rimaszombati járásban.

## Fekvése
Rimaszombattól 15 km-re, északkeletre fekszik.

## Története
1333-ban a pápai tizedjegyzékben „Geztus" alakban említik először. 1368-ban a Derencsényi család birtoka. 1427-ben 14 adózó portája volt. 1582-ben elpusztította a török. 1773-ban csak zsellérek lakták. 1828-ban 107 házában 870 lakos élt, akik főleg mezőgazdasággal, gyümölcstermesztéssel, szeszfőzéssel foglalkoztak.
A 18. század végén Vályi András így ír róla: „GESZTES. Hostisovtze. Tót falu Gömör Vármegyében, földes Urai G. Kohári, és más külömbféle Urak, lakosai katolikusok, és más félék, fekszik Dobótznak szomszédságában, mellynek filiája, Ratkóhoz más fél órányira. Határja közép termékenységű, réttye, legelője jó, fája tűzre, és épűletre elég, második Osztálybéli."
Fényes Elek geográfiai szótárában eképpen ír a községről: „Gesztes, tót falu, Gömör és Kis-Hont egyesült vmegyékben: 14 kath., 856 evang. lak. Evang. ekklézsia. F. u. h. Coburg, s m."
Borovszky monográfiasorozatának Gömör-Kishont vármegyét tárgyaló része szerint: „Gesztes, balogvölgyi tót kisközség, 76 házzal és 375, túlnyomó számban ág. ev. h. vallású lakossal. 1413-ban Gesthes alakban említik, mint a Derencsényiek birtokát és így jutott a Koháryak révén a Coburg herczegi család tulajdonába. A mult század első felében a Szentmiklóssy és a báró Nyáry családnak is volt itt birtoka. A XVIII. században Hostissowce tót neve is ismeretes volt. Ág. h. ev. temploma 1792-ben épült. Az egyház a XVIII. századból érdekes ezüstserleget őriz. A község postája Felsőbalog, távírója és vasúti állomása Rimaszombat."
A trianoni diktátumig területe Gömör-Kishont vármegye Feledi járásához tartozott.
A község területén feküdt az egykori Ógesztes (Staré Hostišovce) falu is, melyet 1368-ban említenek először. 1413-ban „Erdeutelek", 1459-ben „Hordonthelke" alakban szerepel. A Széchy család birtoka volt, a 17. század elején pusztult el.

## Népessége
| Év:            | 1994. | 2004.    | 2014.   | 2024.    |
| -------------- | ----- | -------- | ------- | -------- |
| Emberek száma: | 179   | 200      | 253     | 223      |
| Eltérés:       |       | +11,73 % | +26,5 % | -11,85 % |

| Év:            | 2023. | 2024.   |
| -------------- | ----- | ------- |
| Emberek száma: | 225   | 223     |
| Eltérés:       |       | -0,88 % |

1910-ben 340, túlnyomórészt szlovák lakosa volt.
2001-ben 200 lakosából 186 szlovák volt.
2011-ben 221 lakosából 185 szlovák.

## Nevezetességei
- Evangélikus temploma 1793-ban épült rokokó stílusban, harangtornya a 19. században épült hozzá.